# 샤이닝 (비디오 게임 시리즈)
《샤이닝》(Shining, シャイニング)은 세가가 발매하는 롤플레잉 비디오 게임 시리즈이다. 1991년 메가 드라이브 기종으로 발매된 《샤이닝 앤드 어 다크니스》를 시작으로 30종 이상의 게임들이 제작됐다.
《샤이닝》 시리즈의 게임들은 서로 롤플레잉 비디오 게임이라는 요소 이상의 궤를 같이 하는 것 이외에 게임플레이, 이야기 등 다방면에서 차이점을 보이는 것이 특징이다. 첫 번째 작품 《샤이닝 앤드 더 다크니스》는 일인칭 던전 크롤 게임이며, 그 이후 메가 드라이브 및 세가 새턴으로 제작된 《샤이닝 포스》 3부작은 《파이어 엠블렘》과 유사한 전략 롤플레잉 게임, 《샤이닝 소울》은 로그라이크 게임, 《샤이닝 레조넌스 리프레인》은 액션 롤플레잉 게임이다.

## 게임
- 《샤이닝 앤드 더 다크니스》 (1991)
- 《샤이닝 포스: 신들의 유산》 (1992)
- 《샤이닝 포스 외전: 사신의 나라로》 (1992)
- 《샤이닝 포스 외전 II: 사신의 각성》 (1993)
- 《샤이닝 포스 II: 오래된 봉인》 (1993)
- 《샤이닝 포스 CD》 (1994)
- 《샤이닝 포스 외전: 파이널 컨플릭트》 (1995)
- 《샤이닝 위즈덤》 (1995)
- 《샤이닝 더 홀리 아크》 (1996)
- 《샤이닝 포스 III 시나리오 1》 (1997)
- 《샤이닝 포스 III 시나리오 2》 (1998)
- 《샤이닝 포스 III 시나리오 3》 (1998)
- 《샤이닝 포스 III 프리미엄 디스크》 (1998)
- 《샤이닝 소울》 (2002)
- 《샤이닝 소울 II》 (2003)
- 《샤이닝 포스: 검은 용의 부활》 (2004)
- 《샤이닝 티어즈》 (2004)
- 《샤이닝 포스 네오》 (2005)
- 《샤이닝 로드 투더 포스》 (2005)
- 《샤이닝 포스 크로니클 I》 (2005)
- 《샤이닝 포스 크로니클 II》 (2005)
- 《샤이닝 포스 크로니클 III》 (2006)
- 《샤이닝 포스 EXA》 (2007)
- 《샤이닝 윈드》 (2007)
- 《샤이닝 포스 피더》 (2009)
- 《샤이닝 포스 크로스》 (2009)
- 《샤이닝 하츠》 (2010)
- 《샤이닝 블레이드》 (2012)
- 《야이닝 아크》 (2013)
- 《블레이드 아르쿠스 프롬 샤이닝》 (2014)
- 《샤이닝 레조넌스》 (2014)
- 《샤이닝 레조넌스 리프레인》 (2018)